# Miss Europe 2019
Der Wettbewerb um die Miss Europe 2019 war der vierte, den die Miss Europe Organization (MEO) durchführte. Sie hat ihren Sitz seit 2017 in Edinburgh.
Die Schönheitskonkurrenz war von 2007 bis 2015 nicht ausgetragen worden. Eine Kontinuität zu den Wettbewerben eines früheren Veranstalters und zu dessen Siegerinnen soll offensichtlich die Krone herstellen, die die Gewinnerin erhält. Auf der Webseite der Miss Europe Organization sind die Titelträgerin von 2016 und drei frühere Missen mit dieser Krone (eher einem Diadem) zu sehen.
Die Kandidatinnen waren in ihren Herkunftsländern von nationalen Organisationskomitees ausgewählt worden, die mit der MEO Lizenzverträge abgeschlossen hatten.
Die Veranstaltung fand am 17. Mai 2019 während der Filmfestspiele im französischen Cannes statt – im Hotel Martinez. Die Anzahl der Bewerberinnen ist nicht dokumentiert.
| Land            | Name                | Andere Schreibweisen | Teilnahme an weiteren Wettbewerben |
| --------------- | ------------------- | -------------------- | --- |
| Platzierungen   |                     |                      | |
| 1. Spanien      | Andrea de las Heras |                      | Miss Universe Spain 2018 |
| 2. Griechenland | Julia Alexandratou  | Τζούλια Αλεξανδράτου | Miss Young Greece 2002: Siegerin, Miss Greece International (B Star Hellas / Β‘ Σταρ Ελλάς) 2006: Siegerin (entspricht Platz 3 der Star Hellas) |
| 3. Lettland     | Linda Novika        |                      | Face of Beauty International 2018: Platz 2 |
| 4. Frankreich   | Tauany Coelho       |                      | Miss Brésil France Internet 2013 |
| 5. Estland      | ?                   |                      | |